# Kvalifikace na Mistrovství světa ve fotbale 1982 (UEFA)
Kvalifikace na Mistrovství světa ve fotbale 1982 zóny UEFA určila 13 účastníků finálového turnaje.
Celkem 33 týmů (včetně Izraele, který v té době nebyl členem UEFA), bylo rozlosováno do 7 skupin. Z toho bylo šest skupin pětičlenných a jedna tříčlenná. Ve skupinách se utkal každý s každým dvoukolově doma a venku. Z pětičlenných skupin postupovaly na MS první dva týmy, zatímco ze tříčlenné pouze její vítěz.

## Skupina 1
| Poř. | Tým       | B  | Z | V | R | P | VG | IG | +/- |
| ---- | --------- | -- | - | - | - | - | -- | -- | --- |
| 1    | SRN       | 16 | 8 | 8 | 0 | 0 | 33 | 3  | 30  |
| 2    | Rakousko  | 11 | 8 | 5 | 1 | 2 | 16 | 6  | 10  |
| 3    | Bulharsko | 9  | 8 | 4 | 1 | 3 | 11 | 10 | 1   |
| 4    | Albánie   | 2  | 8 | 1 | 0 | 7 | 4  | 22 | -18 |
| 5    | Finsko    | 2  | 8 | 1 | 0 | 7 | 4  | 27 | -23 |

| Datum                          | Domácí    | Výsledek | Hosté     |
| ------------------------------ | --------- | -------- | --------- |
| 4. června 1980, Helsinky       | Finsko    | 0 – 2    | Bulharsko |
| 3. září 1980, Tirana           | Albánie   | 2 – 0    | Finsko    |
| 24. září 1980, Helsinky        | Finsko    | 0 – 2    | Rakousko  |
| 19. října 1980, Sofia          | Bulharsko | 2 – 1    | Albánie   |
| 15. listopadu 1980, Vídeň      | Rakousko  | 5 – 0    | Albánie   |
| 3. prosince 1980, Sofia        | Bulharsko | 1 – 3    | SRN       |
| 6. prosince 1980, Tirana       | Albánie   | 0 – 1    | Rakousko  |
| 1. dubna 1981, Tirana          | Albánie   | 0 – 2    | SRN       |
| 29. dubna 1981, Hamburg        | SRN       | 2 – 0    | Rakousko  |
| 13. května 1981, Sofia         | Bulharsko | 4 – 0    | Finsko    |
| 24. května 1981, Lahti         | Finsko    | 0 – 4    | SRN       |
| 28. května 1981, Vídeň         | Rakousko  | 2 – 0    | Bulharsko |
| 17. června 1981, Linec         | Rakousko  | 5 – 1    | Finsko    |
| 2. září 1981, Kotka            | Finsko    | 2 – 1    | Albánie   |
| 23. září 1981, Bochum          | SRN       | 7 – 1    | Finsko    |
| 14. října 1981, Vídeň          | Rakousko  | 1 – 3    | SRN       |
| 14. října 1981, Tirana         | Albánie   | 0 – 2    | Bulharsko |
| 11. listopadu 1981, Sofia      | Bulharsko | 0 – 0    | Rakousko  |
| 18. listopadu 1981, Dortmund   | SRN       | 8 – 0    | Albánie   |
| 22. listopadu 1981, Düsseldorf | SRN       | 4 – 0    | Bulharsko |

Týmy Západní Německo a Rakousko postoupily na Mistrovství světa ve fotbale 1982.

## Skupina 2
| Poř. | Tým        | B  | Z | V | R | P | VG | IG | +/- |
| ---- | ---------- | -- | - | - | - | - | -- | -- | --- |
| 1    | Belgie     | 11 | 8 | 5 | 1 | 2 | 12 | 9  | 3   |
| 2    | Francie    | 10 | 8 | 5 | 0 | 3 | 20 | 8  | 12  |
| 3    | Irsko      | 10 | 8 | 4 | 2 | 2 | 17 | 11 | 6   |
| 4    | Nizozemsko | 9  | 8 | 4 | 1 | 3 | 11 | 7  | 4   |
| 5    | Kypr       | 0  | 8 | 0 | 0 | 8 | 4  | 29 | -25 |

| Datum                      | Domácí     | Výsledek | Hosté      |
| -------------------------- | ---------- | -------- | ---------- |
| 26. března 1980, Nikósie   | Kypr       | 2 – 3    | Irsko      |
| 10. září 1980, Dublin      | Irsko      | 2 – 1    | Nizozemsko |
| 11. října 1980, Lemesos    | Kypr       | 0 – 7    | Francie    |
| 15. října 1980, Dublin     | Irsko      | 1 – 1    | Belgie     |
| 28. října 1980, Paříž      | Francie    | 2 – 0    | Irsko      |
| 19. listopadu 1980, Brusel | Belgie     | 1 – 0    | Nizozemsko |
| 19. listopadu 1980, Dublin | Irsko      | 6 – 0    | Kypr       |
| 21. prosince 1980, Nikósie | Kypr       | 0 – 2    | Belgie     |
| 18. února 1981, Brusel     | Belgie     | 3 – 2    | Kypr       |
| 22. února 1981, Groningen  | Nizozemsko | 3 – 0    | Kypr       |
| 25. března 1981, Rotterdam | Nizozemsko | 1 – 0    | Francie    |
| 25. března 1981, Brusel    | Belgie     | 1 – 0    | Irsko      |
| 29. dubna 1981, Paříž      | Francie    | 3 – 2    | Belgie     |
| 29. dubna 1981, Nikósie    | Kypr       | 0 – 1    | Nizozemsko |
| 9. září 1981, Rotterdam    | Nizozemsko | 2 – 2    | Irsko      |
| 9. září 1981, Brusel       | Belgie     | 2 – 0    | Francie    |
| 14. října 1981, Rotterdam  | Nizozemsko | 3 – 0    | Belgie     |
| 14. října 1981, Dublin     | Irsko      | 3 – 2    | Francie    |
| 18. listopadu 1981, Paříž  | Francie    | 2 – 0    | Nizozemsko |
| 5. prosince 1981, Paříž    | Francie    | 4 – 0    | Kypr       |

Týmy Belgie a Francie postoupily na Mistrovství světa ve fotbale 1982.

## Skupina 3
| Poř. | Tým            | B  | Z | V | R | P | VG | IG | +/- |
| ---- | -------------- | -- | - | - | - | - | -- | -- | --- |
| 1    | Sovětský svaz  | 14 | 8 | 6 | 2 | 0 | 20 | 2  | 18  |
| 2    | Československo | 10 | 8 | 4 | 2 | 2 | 15 | 6  | 9   |
| 3    | Wales          | 10 | 8 | 4 | 2 | 2 | 12 | 7  | 5   |
| 4    | Island         | 6  | 8 | 2 | 2 | 4 | 10 | 21 | -11 |
| 5    | Turecko        | 0  | 8 | 0 | 0 | 8 | 1  | 22 | -21 |

| Datum                          | Domácí         | Výsledek | Hosté          |
| ------------------------------ | -------------- | -------- | -------------- |
| 2. června 1980, Reykjavík      | Island         | 0 – 4    | Wales          |
| 3. září 1980, Reykjavík        | Island         | 1 – 2    | Sovětský svaz  |
| 24. září 1980, Smyrna          | Turecko        | 1 – 3    | Island         |
| 15. října 1980, Cardiff        | Wales          | 4 – 0    | Turecko        |
| 15. října 1980, Moskva         | Sovětský svaz  | 5 – 0    | Island         |
| 19. listopadu 1980, Cardiff    | Wales          | 1 – 0    | Československo |
| 3. prosince 1980, Praha        | Československo | 2 – 0    | Turecko        |
| 25. března 1981, Ankara        | Turecko        | 0 – 1    | Wales          |
| 15. dubna 1981, Istanbul       | Turecko        | 0 – 3    | Československo |
| 27. května 1981, Bratislava    | Československo | 6 – 1    | Island         |
| 30. května 1981, Wrexham       | Wales          | 0 – 0    | Sovětský svaz  |
| 9. září 1981, Reykjavík        | Island         | 2 – 0    | Turecko        |
| 9. září 1981, Praha            | Československo | 2 – 0    | Wales          |
| 23. září 1981, Reykjavík       | Island         | 1 – 1    | Československo |
| 23. září 1981, Moskva          | Sovětský svaz  | 4 – 0    | Turecko        |
| 7. října 1981, Smyrna          | Turecko        | 0 – 3    | Sovětský svaz  |
| 14. října 1981, Swansea        | Wales          | 2 – 2    | Island         |
| 28. října 1981, Tbilisi        | Sovětský svaz  | 2 – 0    | Československo |
| 18. listopadu 1981, Tbilisi    | Sovětský svaz  | 3 – 0    | Wales          |
| 29. listopadu 1981, Bratislava | Československo | 1 – 1    | Sovětský svaz  |

Týmy SSSR a Československo postoupily na Mistrovství světa ve fotbale 1982.

## Skupina 4
| Poř. | Tým       | B  | Z | V | R | P | VG | IG | +/- |
| ---- | --------- | -- | - | - | - | - | -- | -- | --- |
| 1    | Maďarsko  | 10 | 8 | 4 | 2 | 2 | 13 | 8  | 5   |
| 2    | Anglie    | 9  | 8 | 4 | 1 | 3 | 13 | 8  | 5   |
| 3    | Rumunsko  | 8  | 8 | 2 | 4 | 2 | 5  | 5  | 0   |
| 4    | Švýcarsko | 7  | 8 | 2 | 3 | 3 | 9  | 12 | -3  |
| 5    | Norsko    | 6  | 8 | 2 | 2 | 4 | 8  | 15 | -7  |

| Datum                      | Domácí    | Výsledek | Hosté     |
| -------------------------- | --------- | -------- | --------- |
| 10. září 1980, Londýn      | Anglie    | 4 – 0    | Norsko    |
| 24. září 1980, Oslo        | Norsko    | 1 – 1    | Rumunsko  |
| 15. října 1980, Bukurešť   | Rumunsko  | 2 – 1    | Anglie    |
| 29. října 1980, Bern       | Švýcarsko | 1 – 2    | Norsko    |
| 19. listopadu 1980, Londýn | Anglie    | 2 – 1    | Švýcarsko |
| 28. dubna 1981, Lucern     | Švýcarsko | 2 – 2    | Maďarsko  |
| 29. dubna 1981, Londýn     | Anglie    | 0 – 0    | Rumunsko  |
| 13. května 1981, Budapešť  | Maďarsko  | 1 – 0    | Rumunsko  |
| 20. května 1981, Oslo      | Norsko    | 1 – 2    | Maďarsko  |
| 30. května 1981, Basilej   | Švýcarsko | 2 – 1    | Anglie    |
| 3. června 1981, Bukurešť   | Rumunsko  | 1 – 0    | Norsko    |
| 6. června 1981, Budapešť   | Maďarsko  | 1 – 3    | Anglie    |
| 17. června 1981, Oslo      | Norsko    | 1 – 1    | Švýcarsko |
| 9. září 1981, Oslo         | Norsko    | 2 – 1    | Anglie    |
| 23. září 1981, Bukurešť    | Rumunsko  | 0 – 0    | Maďarsko  |
| 10. října 1981, Bukurešť   | Rumunsko  | 1 – 2    | Švýcarsko |
| 14. října 1981, Budapešť   | Maďarsko  | 3 – 0    | Švýcarsko |
| 31. října 1981, Budapešť   | Maďarsko  | 4 – 1    | Norsko    |
| 11. listopadu 1981, Bern   | Švýcarsko | 0 – 0    | Rumunsko  |
| 18. listopadu 1981, Londýn | Anglie    | 1 – 0    | Maďarsko  |

Týmy Maďarsko a Anglie postoupily na Mistrovství světa ve fotbale 1982.

## Skupina 5
| Poř. | Tým         | B  | Z | V | R | P | VG | IG | +/- |
| ---- | ----------- | -- | - | - | - | - | -- | -- | --- |
| 1    | Jugoslávie  | 13 | 8 | 6 | 1 | 1 | 22 | 7  | 15  |
| 2    | Itálie      | 12 | 8 | 5 | 2 | 1 | 12 | 5  | 7   |
| 3    | Dánsko      | 8  | 8 | 4 | 0 | 4 | 14 | 11 | 3   |
| 4    | Řecko       | 7  | 8 | 3 | 1 | 4 | 10 | 13 | -3  |
| 5    | Lucembursko | 0  | 8 | 0 | 0 | 8 | 1  | 23 | -22 |

| Datum                        | Domácí      | Výsledek | Hosté       |
| ---------------------------- | ----------- | -------- | ----------- |
| 10. září 1980, Lucemburk     | Lucembursko | 0 – 5    | Jugoslávie  |
| 27. září 1980, Lublaň        | Jugoslávie  | 2 – 1    | Dánsko      |
| 11. října 1980, Lucemburk    | Lucembursko | 0 – 2    | Itálie      |
| 15. října 1980, Kodaň        | Dánsko      | 0 – 1    | Řecko       |
| 1. listopadu 1980, Řím       | Itálie      | 2 – 0    | Dánsko      |
| 15. listopadu 1980, Turín    | Itálie      | 2 – 0    | Jugoslávie  |
| 19. listopadu 1980, Kodaň    | Dánsko      | 4 – 0    | Lucembursko |
| 6. prosince 1980, Athény     | Řecko       | 0 – 2    | Itálie      |
| 28. ledna 1981, Soluň        | Řecko       | 2 – 0    | Lucembursko |
| 11. března 1981, Lucemburk   | Lucembursko | 0 – 2    | Řecko       |
| 29. dubna 1981, Split        | Jugoslávie  | 5 – 1    | Řecko       |
| 1. května 1981, Lucemburk    | Lucembursko | 1 – 2    | Dánsko      |
| 3. června 1981, Kodaň        | Dánsko      | 3 – 1    | Itálie      |
| 9. září 1981, Kodaň          | Dánsko      | 1 – 2    | Jugoslávie  |
| 14. října 1981, Soluň        | Řecko       | 2 – 3    | Dánsko      |
| 17. října 1981, Bělehrad     | Jugoslávie  | 1 – 1    | Itálie      |
| 14. listopadu 1981, Turín    | Itálie      | 1 – 1    | Řecko       |
| 21. listopadu 1981, Novi Sad | Jugoslávie  | 5 – 0    | Lucembursko |
| 29. listopadu 1981, Athény   | Řecko       | 1 – 2    | Jugoslávie  |
| 5. prosince 1981, Neapol     | Itálie      | 1 – 0    | Lucembursko |

Týmy Jugoslávie a Itálie postoupily na Mistrovství světa ve fotbale 1982.

## Skupina 6
| Poř. | Tým           | B  | Z | V | R | P | VG | IG | +/- |
| ---- | ------------- | -- | - | - | - | - | -- | -- | --- |
| 1    | Skotsko       | 11 | 8 | 4 | 3 | 1 | 9  | 4  | 5   |
| 2    | Severní Irsko | 9  | 8 | 3 | 3 | 2 | 6  | 3  | 3   |
| 3    | Švédsko       | 8  | 8 | 3 | 2 | 3 | 7  | 8  | -1  |
| 4    | Portugalsko   | 7  | 8 | 3 | 1 | 4 | 8  | 11 | -3  |
| 5    | Izrael        | 5  | 8 | 1 | 3 | 4 | 6  | 10 | -4  |

| Datum                         | Domácí        | Výsledek | Hosté         |
| ----------------------------- | ------------- | -------- | ------------- |
| 26. března 1980, Ramat Gan    | Izrael        | 0 – 0    | Severní Irsko |
| 18. června 1980, Stockholm    | Švédsko       | 1 – 1    | Izrael        |
| 10. září 1980, Stockholm      | Švédsko       | 0 – 1    | Skotsko       |
| 15. října 1980, Belfast       | Severní Irsko | 3 – 0    | Švédsko       |
| 15. října 1980, Glasgow       | Skotsko       | 0 – 0    | Portugalsko   |
| 12. listopadu 1980, Ramat Gan | Izrael        | 0 – 0    | Švédsko       |
| 19. listopadu 1980, Lisabon   | Portugalsko   | 1 – 0    | Severní Irsko |
| 17. prosince 1980, Lisabon    | Portugalsko   | 3 – 0    | Izrael        |
| 25. února 1981, Ramat Gan     | Izrael        | 0 – 1    | Skotsko       |
| 25. března 1981, Glasgow      | Skotsko       | 1 – 1    | Severní Irsko |
| 28. dubna 1981, Glasgow       | Skotsko       | 3 – 1    | Izrael        |
| 29. dubna 1981, Belfast       | Severní Irsko | 1 – 0    | Portugalsko   |
| 3. června 1981, Stockholm     | Švédsko       | 1 – 0    | Severní Irsko |
| 24. června 1981, Stockholm    | Švédsko       | 3 – 0    | Portugalsko   |
| 9. září 1981, Glasgow         | Skotsko       | 2 – 0    | Švédsko       |
| 14. října 1981, Lisabon       | Portugalsko   | 1 – 2    | Švédsko       |
| 14. října 1981, Belfast       | Severní Irsko | 0 – 0    | Skotsko       |
| 28. října 1981, Ramat Gan     | Izrael        | 4 – 1    | Portugalsko   |
| 18. listopadu 1981, Belfast   | Severní Irsko | 1 – 0    | Izrael        |
| 18. listopadu 1981, Lisabon   | Portugalsko   | 2 – 1    | Skotsko       |

Týmy Skotsko a Severní Irsko postoupily na Mistrovství světa ve fotbale 1982.

## Skupina 7
| Poř. | Tým    | B | Z | V | R | P | VG | IG | +/- |
| ---- | ------ | - | - | - | - | - | -- | -- | --- |
| 1    | Polsko | 8 | 4 | 4 | 0 | 0 | 12 | 2  | 10  |
| 2    | NDR    | 4 | 4 | 2 | 0 | 2 | 9  | 6  | 3   |
| 3    | Malta  | 0 | 4 | 0 | 0 | 4 | 2  | 15 | -13 |

| Datum                       | Domácí | Výsledek | Hosté  |
| --------------------------- | ------ | -------- | ------ |
| 7. prosince 1980, Valletta  | Malta  | 0 – 2*   | Polsko |
| 4. dubna 1981, Valletta     | Malta  | 1 – 2    | NDR    |
| 2. května 1981, Chořov      | Polsko | 1 – 0    | NDR    |
| 10. října 1981, Lipsko      | NDR    | 2 – 3    | Polsko |
| 11. listopadu 1981, Jena    | NDR    | 5 – 1    | Malta  |
| 15. listopadu 1981, Wrocław | Polsko | 6 – 0    | Malta  |

(*)Zápas byl kvůli řádění fanoušků předčasně ukončen za stavu 0:2 a výsledek byl potvrzen i FIFA.
Polsko postoupilo na Mistrovství světa ve fotbale 1982.